# Thomas Bachler
Thomas Bachler (* 3. Juni 1965 in Schwaz, Tirol) ist ein ehemaliger österreichischer Bobsportler.
Bachler trat bei den Olympischen Winterspielen 1992 in Albertville, 1994 in Lillehammer und 1998 in Nagano an. Seine beste Platzierung war der sechste Platz im Viererbob 1994 in Lillehammer. 
Zusammen mit Gerhard Rainer trat er 1992 im Zweierbob an und fuhr auf den achten Platz. Mit Rainer, Carsten Nentwig und Martin Schützenauer fuhr er im Viererbob auf den 10. Platz.
1994 trat er zusammen mit Kurt Einberger, Carsten Nentwig und Martin Schützenauer nur im Viererbob an; 1998 war er mit Kurt Einberger, Georg Kuttner und Michael Müller in der zweiten Mannschaft für Österreich.